# Glun
Glun – miejscowość i gmina we Francji, w regionie Owernia-Rodan-Alpy, w departamencie Ardèche.
Według danych na rok 1990 gminę zamieszkiwało 395 osób, a gęstość zaludnienia wynosiła 52 osoby/km² (wśród 2880 gmin regionu Rodan-Alpy Glun plasuje się na 1238. miejscu pod względem liczby ludności, natomiast pod względem powierzchni na miejscu 1312.).